# Smurfit Kappa

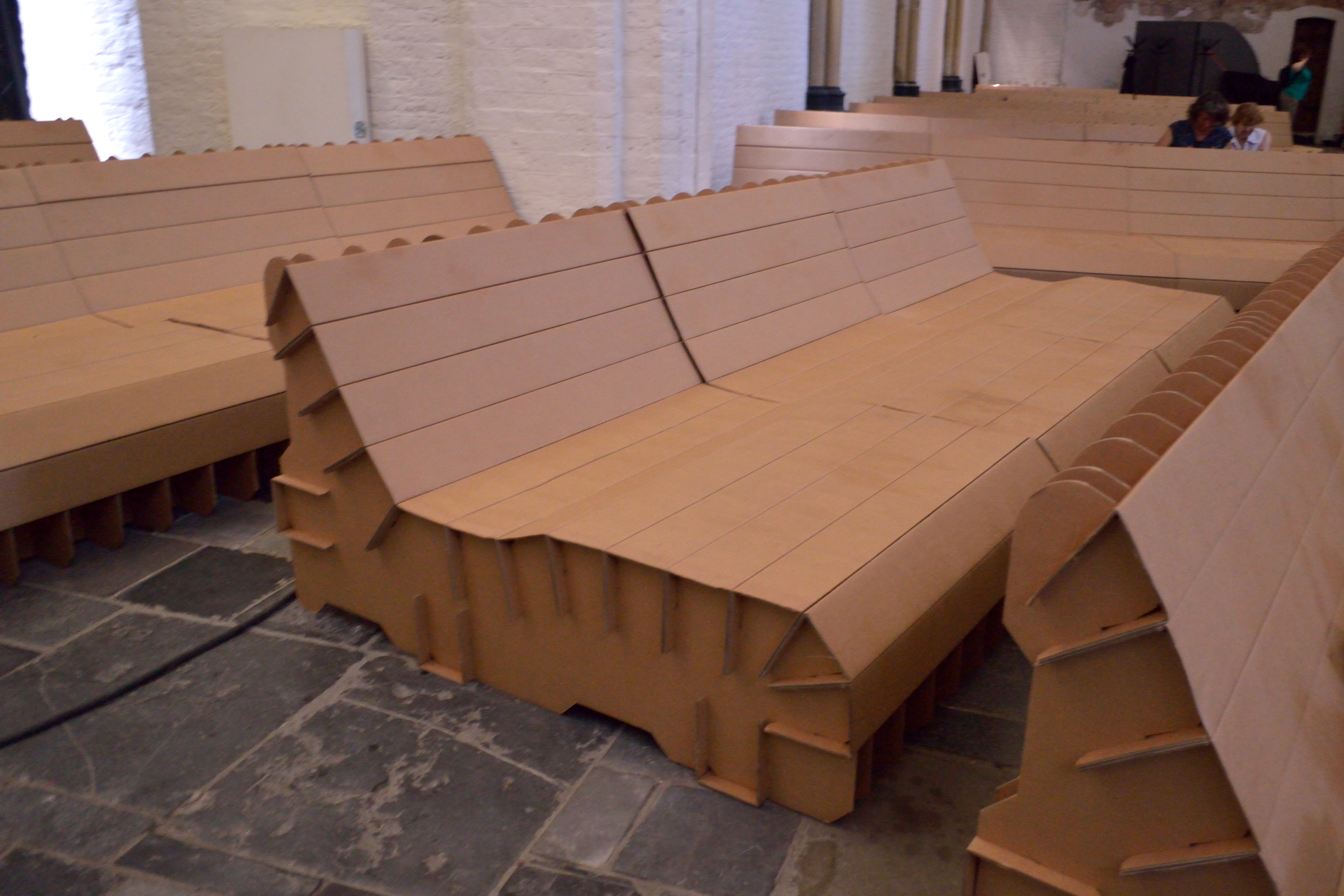
Kartonnen zitobjecten gemaakt door Smurfit Kappa Zedek

Smurfit Kappa Group is een Ierse multinational die verpakkingen maakt. Het bedrijf is ontstaan uit een fusie van Jefferson Smurfit en Kappa Packaging. De multinational is in 35 landen in Europa en Latijns-Amerika actief en heeft het hoofdkantoor in Dublin. De aandelen staan genoteerd aan de Irish Stock Exchange en de London Stock Exchange.

## Geschiedenis
Smurfit Kappa Group (SKG) is in eind 2005 ontstaan, doordat de Jefferson Smurfit Group, een Brits kartonbedrijf met vestigingen in West-Europa en Latijns-Amerika, fuseerde met Kappa Holding BV, een Nederlands verpakkingsbedrijf met vestigingen in West- en Oost-Europa. Kappa Holding BV was voor de fusie in handen van CVC Capital Partners en Cinven Limited.
Op 30 november 2012 kocht SKG de Orange County Container Group voor € 260 miljoen. Orange County Container Group heeft golfkarton- en containerboardfabrieken in het noorden van Mexico en in het zuiden van de Verenigde Staten met in totaal ongeveer 2800 werknemers, waarvan 800 werkzaam in de Verenigde Staten.
In 2015 werd het grootste deel van de divisie solid board verkocht aan de investeringsmaatschappij Aurelius. Onder andere de kartonfabrieken "De Dollard" in Nieuweschans, "De Kroon" en "GSF" te Oude Pekela, "Hollandia" te Coevorden en "De Halm" in Hoogkerk gingen verder onder de naam Solidus Solutions.
In mei 2018 werd bekend dat de Nederlandse papierproducent Parenco wordt overgenomen door SKG. Het bedrijf kocht de houdstermaatschappij Reparco, die ook een recyclingbedrijf heeft, voor € 460 miljoen. Parenco heeft twee machines die samen 675.000 ton papier per jaar maken. Daarnaast kan het jaarlijks zo'n 750.000 ton papier recyclen. Er zijn zo'n 315 medewerkers. De verkoper is investeerder H2. H2 kocht Parenco zes jaar eerder en heeft de transitie gemaakt van krantenpapier naar grafisch papier, voor bijvoorbeeld tijdschriften en folders, en naar grondstoffen voor golfkarton, waarvan de vraag groeit door de opkomst van het online winkelen.
In 2018 werd besloten de activiteiten in Venezuela te staken waardoor een grote financiële afschrijving noodzakelijk was. De winst vóór belastingen was € 938 miljoen, maar exclusief de buitengewone posten resteerde een verlies van € 404 miljoen over het boekjaar 2018.
In september 2023 werd bekend dat Smurfit Kappa in gesprek is met het Amerikaanse WestRock over een mogelijke fusie. Als de gesprekken succesvol zijn, ontstaat een van de grootste spelers op het gebied van papier en verpakkingsmateriaal met een jaaromzet van US$ 34 miljard.

## Activiteiten
SKG ontwikkelt, produceert en verkoopt verpakkingsmaterialen. Het basismateriaal hiervoor is karton en papier. Europa is de belangrijkste afzetmarkt, hier wordt driekwart van de omzet gerealiseerd. Binnen Europa zijn Duitsland, Frankrijk en Nederland de belangrijkste landen. Noord- en Zuid-Amerika is de tweede belangrijke regio waar een kwart van de omzet wordt behaald. Het bedrijf telt zo'n 350 vestigingen.
De omzet per bedrijfsonderdeel was in 2022 als volgt:
- verpakkingen (85% van de totale omzet): waaronder golfkarton, dozen van kringlooppapier, dozen van kraftpapier;
- speciale producten (15%): zoals stevig karton, grafisch karton, papieren tassen, platkarton.

### Producten
- Golfkarton. Per jaar bedraagt de productie ongeveer 9,6 miljard m² golfkarton, waarvan 87% in Europa en 13% in Latijns-Amerika.
- Massief- en vouwkarton. Per jaar ongeveer 300.000 ton aan massiefkarton en vouwkarton, hiermee is het bedrijf de grootste massiefkartonproducent van Europa en de op twee na grootste producent van vouwkarton in Europa.
- Zakken. Het maakt jaarlijks meer dan 300 miljoen zakken en is daarmee de op twee na grootste producent van Latijns-Amerika.
- Kartonnen kokers. Per jaar worden door Europese vestigingen ongeveer 25 miljoen kokers gemaakt.
- Bag-in-Box. SKG maakt ongeveer 120 miljoen bag-in-box verpakkingen per jaar.
- Displays.

### Vestigingen in de Benelux

#### Nederland
- Verpakkingfabrieken: ELCORR (Etten-Leur), Hexacomb (Ermelo), MNL Golfkarton (Loenen), MNL Golfkarton (Soest), MNL Golfkarton (Eerbeek), Orko-Pak (Zwolle), Trobox Kartonnages (Oosterhout), TWINCORR (Hoogeveen), TWINCORR (Nieuwe Pekela), Van Dam Golfkarton (Helmond), Vandra (Oosterhout), Zedek (Deventer)
- Containerboardfabrieken: Parenco (Renkum), Papierfabriek Roermond (Roermond)
- Containerboardverkoopkantoren: Paper Sales Smart Reels and Overseas, Paper Sales Benelux en Paper Services. Alle drie gevestigd in Roermond
- Recycling: vestigingen in Bladel en Eindhoven
- Hoofdkantoren: Recycling (Eindhoven), Corrugated Benelux (golfkarton)(Oosterhout)
- Research & Development: Innovation & Technical Customer Service (Roermond), Development Centre (Hoogeveen), Paper Production Technology (Roermond)

#### België
- Golfkartonfabrieken: Cartomills (Groot-Bijgaarden), Cartomills (Ghlin), Cartomills (Aarlen), Drogenbos (Drogenbos), Olen (Olen), Turnhout (Turnhout), Van Mierlo (Turnhout)
- Massiefkartonfabrieken: Interbox (Hoogstraten)
- Recycling: Recycling Belgium (Merksem)
- Machines: Machine Systems (Turnhout)

AB Inbev ·
ADP ·
Adyen ·
Ahold Delhaize ·
AIB ·
Air Liquide ·
Airbus ·
Aker BP ·
AkzoNobel ·
Alstom ·
ArcelorMittal ·
Argenx ·
ASMI ·
ASML ·
AXA ·
Bank of Ireland ·
BioMérieux ·
BNP Paribas ·
Bouygues ·
Bureau Veritas ·
Campari ·
Capgemini ·
Carrefour ·
Crédit Agricole ·
D'Ieteren ·
Danone ·
Dassault Systèmes ·
DNB ·
DSM-Firmenich ·
Edenred ·
EDP ·
Eiffage ·
Enel ·
ENGIE ·
Eni ·
Equinor ·
EssilorLuxottica ·
Eurofins Scientific ·
Ferrari ·
Galp Energia ·
GBL ·
Generali ·
Heineken ·
ING ·
Intesa Sanpaolo ·
INWIT ·
Ipsen ·
J. Martins ·
KBC ·
Kering ·
Kerry ·
Kingspan ·
KPN ·
Legrand ·
Mediobanca ·
Michelin ·
Moncler ·
Mowi ·
NN Group ·
Norsk Hydro ·
Orange ·
Pernod Ricard ·
Philips ·
Pluxee ·
Poste Italiane ·
Prosus ·
Prysmian ·
Publicis ·
Randstad ·
Recordati ·
Renault ·
Ryanair ·
Safran ·
Saint-Gobain ·
Sanofi ·
Schneider Electric ·
Shell ·
Smurfit Kappa ·
Snam ·
Société Générale ·
Sodexo ·
Solvay ·
Stellantis ·
STMicroelectronics ·
Syensqo ·
Telenor ·
Teleperformance ·
Tenaris ·
Terna ·
Thales ·
TotalEnergies ·
UCB ·
UMG ·
UniCredit ·
Veolia Environnement ·
VINCI ·
Vivendi ·
Wolters Kluwer ·
Worldline ·
Yara